# Труитт, Майлс
Майлс Труитт (англ. Myles Truitt, род. 1 февраля 2002) — американский актёр, наиболее известный своей ролью Элиас Элай Солински в фильме «Кин». Также Майлс сыграл Ант в сериале «Королева сахарных плантаций» и Иссу Уильямса в сериале «Черная молния».

## Карьера
Майлс Труитт увлёкся актёрским мастерством в возрасте 11 лет. Он дебютировал в роли молодого Ронни ДеВоу в мини-сериале «The New Edition Story». Далее актёр снимался на второстепенных ролях, пока не дебютировал на большом экране в фильме «Кин». Позднее Майлс появился в сериале «Атланта» в роли Девина. Кроме того актёр получил роль Ант в «Королеве сахарных плантаций» и появился в «Черной молнии», также сыграл роль Патрика Маккини в 4 сезоне сериала "Очень странные дела".

## Фильмография
| Год       | Заголовок                   | Роль                | Заметки                                     |
| --------- | --------------------------- | ------------------- | ------------------------------------------- |
| 2017      | The New Edition Story       | Молодой Ронни ДеВоу | Мини-сериал                                 |
| 2017      | Суеверие                    | Арло Гастингс       | 2 серии                                     |
| 2018      | Джей                        | Малик               | Короткометражный фильм                      |
| 2018      | Атланта                     | Девин               | Эпизод: «FUBU»                              |
| 2018      | Кин                         | Эли Солински        |                                             |
| 2018      | Закатать в асфальт          | Итан Джонс          |                                             |
| 2018-2019 | Королева сахарных плантаций | Ант                 | Повторяющийся (3-й сезон) Гость (4-й сезон) |
| 2018-2019 | Черная молния               | Исса Уильямс        | Повторяющийся (2-й сезон) Гость (3-й сезон) |
| 2021      | Семья чёрной мафии          | Би-Микки            | Главная роль                                |
| 2022      | Очень странные дела         | Патрик              | Повторяющийся (4 сезон)                     |